# Pata (Sulu)
Pata ist eine philippinische Stadtgemeinde in der Provinz Sulu. Sie hat 22.163 Einwohner (Zensus 1. August 2015).

## Baranggays
Pata ist administrativ in 14 Baranggays unterteilt:
- Andalan
- Daungdong
- Kamawi
- Kanjarang
- Kayawan (Pob.)
- Kiput
- Likud
- Luuk-tulay
- Niog-niog
- Patian
- Pisak-pisak
- Saimbangon
- Sangkap
- Timuddas